# Siliö
Siliö är en ö i Finland. Den ligger i Bottenhavet och i kommunen Nystad i den ekonomiska regionen  Nystadsregionen i landskapet Egentliga Finland, i den sydvästra delen av landet. Ön ligger omkring 82 kilometer nordväst om Åbo och omkring 230 kilometer väster om Helsingfors.
Öns area är 6 hektar och dess största längd är 360 meter i öst-västlig riktning. Ön höjer sig omkring 10 meter över havsytan.